# Priorado de Ankerwycke
O Priorado de Ankerwycke foi um priorado de freiras beneditinas em Buckinghamshire, Inglaterra. Foi estabelecido por volta de 1160 e dissolvido em 1536.